# Leucocoryne macropetala
Leucocoryne macropetala là một loài thực vật có hoa trong họ Amaryllidaceae. Loài này được Phil. mô tả khoa học đầu tiên năm 1858.